# François Chapon
François Charles Marie Chapon, né le 30 octobre 1929 à Paris 14e, est bibliothécaire et essayiste, conservateur général de bibliothèque, directeur honoraire de la Bibliothèque littéraire Jacques Doucet.

## Biographie
Son père, Albert Chapon (1865-1952) fut secrétaire de rédaction de la revue L’Occident (1901-1914) fondée par Adrien Mithouard. Il consacra une grande part de son activité au bureau d’édition de la maison (Bibliothèque de L’Occident). Il effectua notamment les éditions originales de Partage de midi et des Cinq grandes odes de Claudel, du Retour de l’enfant prodigue   et de Bethsabé, de Gide, de Voici l’homme, de Bouclier du zodiaque et de Lais et sônes, de Suarès, des Éléments de Milosz, de Théories de Maurice Denis et de la Préface de Renoir pour le traité de Cennino Cennini.
Au contact de la famille d’Adrien Mithouard et du cercle de Louis Rouart, le jeune François Chapon reçoit une « véritable imprégnation visuelle » de la peinture. Il grandit dans une ambiance intime où peintres et écrivains se côtoient. Il est appelé à entretenir des liens avec des hommes d’anciennes générations tels qu’André Suarès ou Auguste Perret. L’un et l’autre avaient été très proches de Marie Dormoy, alors responsable de la Bibliothèque littéraire Jacques Doucet. D’où, sans doute, la caution que ces souvenirs offrirent à Marie Dormoy lors de la présentation au recteur Jean Sarrailh de celui qu’elle aura pour successeur. Malgré son jeune âge, François Chapon allait bientôt participer activement à la gestion de ces archives. L’amitié qui, vers la même époque, se forma entre le débutant et son aîné le poète Pierre Reverdy joua aussi un rôle décisif dans cette orientation.
François Chapon entre à la Bibliothèque littéraire Jacques Doucet le 12 novembre 1956 comme sous-bibliothécaire, en attendant de passer le diplôme supérieur de bibliothécaire (Prix Pol Neveux) exigé par Julien Cain qui lui confiera la direction du Bulletin du bibliophile (1970-1988) ; François Chapon y publiera, outre des articles professionnels et ses premières études sur les livres illustrés, une série d’inédits d’écrivains (Claudel, Éluard, Gide, Jouhandeau, Lautréamont, Reverdy, Suarès, Valéry, etc.), le plus souvent accompagnés de tirés à part.
Au service de la Bibliothèque durant près de quarante ans, et comme directeur entre 1989 et 1994, François Chapon s’est toujours efforcé de maintenir dans ses choix, nonobstant des moyens financiers fort restreints et une relative étroitesse des lieux, l’exigence de qualité du couturier fondateur. Il révèle au public — tant à travers ses expositions de livres et de manuscrits comme de dessins de gens de lettres, que dans la reconstitution de cabinets d’écrivains  — l’aspect inventif des collections, tout en préservant le caractère de la Bibliothèque, où une place majeure est faite à la poésie, de Baudelaire au Surréalisme. Ainsi, en contribuant à compléter ou à faire entrer le plus largement possible dans les collections manuscrits et archives d’écrivains pressentis à leurs débuts par le mécène, François Chapon est-il resté dans la ligne de Jacques Doucet, restituant aux œuvres leurs dimensions dans le siècle.
Pour autant, il ne s’agissait pas pour lui de se cantonner à la seule littérature mais, profitant de l’amorce d’un ensemble de livres illustrés déjà constitué, d’en développer l’esprit, les passions, les contradictions tels que la mentalité moderne en créait une partition où Poésie et Peinture s’affirmeraient — du moins François Chapon a-t-il cherché à le montrer dans son ouvrage Le Peintre et le Livre (1987) — comme une voix jamais entendue.
Si les arts plastiques ont trouvé leur place (avec Braque, Derain, Picasso, Matisse ou Rouault) en ce lieu consacré à la convergence qu’avait initiée la notion des Correspondances chez Baudelaire, François Chapon, tout en ne disposant pas des latitudes qui ont permis à Jacques Doucet d’être l’un des initiateurs de la reliure contemporaine, a essayé à travers un certain nombre de commandes, notamment à Monique Mathieu, de prouver qu’un troisième art devait aussi être respecté « dans cette émulation du visible et de l’invisible que préconise le livre idéal ». La reliure trouve elle aussi « une ouverture révolutionnaire, toujours renouvelable, dans sa façon d’interpréter les expressions qu’elle réunit et qu’elle protège comme le font les instruments ou les orchestres lorsque les exécutants y confèrent à la musique une tonalité inouïe. La reliure doit garder son autonomie non seulement grâce à l’inspiration de ses créateurs et au talent de ses praticiens, mais ses matériaux propres lui assurent toutes les possibilités qui s’accordent à la liberté d’une vraie création. »
Le travail de François Chapon s'inscrit dans l'exigence de Jacques Doucet, selon laquelle toute bibliothèque doit offrir les meilleures conditions possibles à la recherche. En ce sens, certains de ses travaux, entre autres sur la gravure de Rouault ou sur la bibliographie de Paul Valéry, répondent pour lui à la mission culturelle du bibliothécaire.
En 1984 a paru la première biographie consacrée à Jacques Doucet (suivie de deux nouvelles éditions).
En 1990, François Chapon a été l'un des fondateurs de l'Iliazd-Club, qu'il a présidé jusqu'en 1993.
Bien que s’étant toujours refusé à publier ses mémoires, François Chapon consent, fin 2016, à révéler les pages sauvées de l’autodafé d’un journal tenu entre 1953 et 1989, pages confiées aux soins du galeriste Claude Bernard et de l'éditeur Marc Kopylov : « Les notations ici réunies, plus ou moins appuyées, peuvent être comparées aux traces que laisse sur un buvard le jet de la plume. »

## Publications
- « La femme dans l’œuvre de Milosz » et « Bibliographie des éditions originales », dans : O.V. de L. Milosz. Paris, Éditions André Silvaire, coll. « Les Lettres », 7e année, nos  25-28, février 1959.
- « Les accroissements de la Bibliothèque littéraire Jacques Doucet de 1958 à 1968 », dans : Bibliophilie, no 5, mars 1968.
- « Claudel, collaborateur de L’Occident », documents présentés par François Chapon, Bulletin de la Société Paul Claudel, no 36, Paris, novembre 1969 – janvier 1970. Nouvelle version entièrement remaniée, publiée sous le titre : « Claudel et la revue L’Occident », dans : Bulletin de la Société Paul Claudel, no 165, Paris, 4e trimestre 1998.
- Bibliographie des œuvres de Paul Valéry publiées de 1889 à 1965, par Georges Karaïskakis et François Chapon, Paris, Librairie Auguste Blaizot, juin 1976.
- « Note sur le livre illustré, à propos de Cinq sapates », dans : Francis Ponge, Paris, Centre Georges Pompidou, Bibliothèque publique d’information, février 1977. Repris sous le titre : « Notes sur Cinq sapates », dans : Francis Ponge (Paris, Éditions de l’Herne, coll. « Les Cahiers de l’Herne », no 51, juin 1986).
- Rouault, Œuvre gravé, deux volumes. Texte de François Chapon, catalogue établi par Isabelle Rouault, avec la collaboration d’Olivier Nouaille Rouault, Monte-Carlo, Éditions André Sauret, février et juillet 1978.
- « Itinéraire d’Ilia Zdanevitch de Tiflis à la rue Mazarine » et « Bibliographie des livres imprimés édités par Iliazd », dans : Iliazd, Paris, Centre Georges Pompidou, Musée national d’art moderne, mai 1978.
- « Cheminement d’André du Bouchet et de Pierre Tal-Coat », dans : André du Bouchet / Pierre Tal-Coat, Treigny, Château de Ratilly, juin 1979.
- Mystère et Splendeurs de Jacques Doucet, 1853-1929, Paris, Éditions Jean-Claude Lattès, janvier 1984.

Prix Roberge de l’Académie française
- « La lettre et l’esprit », dans : Haut de gamme. L’art de vivre à la française, d’Isabelle, Comtesse de Paris, Paris, Éditions Flammarion, novembre 1985.
- Le Peintre et le Livre. L’âge d’or du livre illustré en France, 1870-1970, 200 illustrations en noir et blanc et 60 en couleurs, Paris, Flammarion, septembre 1987.
- François Chapon à Brigitte Simon, avec deux gravures à la pointe sèche de Brigitte Simon, Sauveterre-du-Gard, La Balance, juillet 1988.
- « Jouhandeau à la Bibliothèque Doucet », dans : Carnets Marcel Jouhandeau. 1, Paris, Éditions Tallandier, juillet 1988.
- « Ce qui pourrait être le bonheur », dans : Miklos Bokor. Peintures et dessins, Vevey, Arts et Lettres, août 1993.
- Le Condottiere et le Magicien, André Suarès et Jacques Doucet, Correspondance choisie et établie par François Chapon, Paris, Éditions Julliard, mars 1994.
- Postface à : Le Printemps de Paul Claudel, Genève, Jacques T. Quentin, mai 1994.
- « Du visible comme accès à l’invisible », dans : Charles Marq, peintures 1958-1994, Paris, Réunion des Musées nationaux ; Caen, Musée des Beaux-arts, décembre 1994.
- « Réunir ces deux peintres... », dans : Joseph Sima – Brigitte Simon. Double variation sur champs de rêve, Paris, Galerie Thessa Hérold, automne [octobre] 1995.
- « Adrien Mithouard », dans : Musiques et musiciens au faubourg Saint-Germain, Paris, Délégation à l’Action artistique de la Ville de Paris, coll. « Paris et son patrimoine », janvier 1996.
- Jacques Doucet ou l’art du mécénat, Paris, Librairie Académique Perrin, octobre 1996. Nouvelle édition.
- « Invention, subversion ou diversion ? », dans : Estève. Collages, Bourges, Musée Estève, mars 1999.
- « Inoubliablement vôtre », préface à : Éparpillements, par Natalie Clifford Barney, Paris, Éditions Geneviève Pastre, coll. « Les Octaviennes », avril 1999.
- Préface à : Main d’œuvre, 1913-1949, de Pierre Reverdy, Paris, Éditions Gallimard, coll. « Poésie », no 342, janvier 2000.
- « Les salons littéraires », dans : Ce qui va disparaître, Actes du colloque, Paris, Les Éditions de la Bouteille à la Mer, mai 2001.
- « Monique Mathieu ou la liberté du relieur », dans : Monique Mathieu, la liberté du relieur, Paris, Bibliothèque Nationale de France, mai 2002.
- « Louis Rouart », dans : Au cœur de l’Impressionnisme. La famille Rouart, Paris, Paris-Musées, Éditions des musées de la Ville de Paris, janvier 2004.
- « Jacques Doucet », dans : Doucet de fonds en combles. Trésors d’une bibliothèque d’art, Paris, Institut national d’histoire de l’art ; Paris, Éditions Herscher, coll. « La galerie », janvier 2004.
- C’était Jacques Doucet, Paris, Librairie Arthème Fayard, septembre 2006. Édition définitive.
- Souvenir de Rose Adler, Paris, Éditions des Cendres, octobre 2014.
- Un vendredi, rue Jacob..., Paris, Éditions des Cendres, décembre 2015.
- Préface à : Le Chant des morts de Pierre Reverdy et de Pablo Picasso, Paris, Éditions Gallimard, coll. « Poésie », no 519, octobre 2016.
- Empreintes sur un buvard, pages de journal (1953-1989), Paris, Éditions des Cendres & Galerie Claude Bernard, décembre 2016.
- Le Peintre et le Livre. L’âge d’or du livre illustré en France, 1870-1970, suivi de « Chagall entre Vollard et Tériade », Paris, Éditions des Cendres, avril 2018. Nouvelle édition augmentée, sans le catalogue descriptif et les illustrations de l'édition originale (Flammarion, 1987).
- Passerelles, dessins de Gérard Titus-Carmel, Fontfroide-le-Haut, Éditions Fata Morgana, octobre 2018.